# Austrosimulium
Austrosimulium là một chi ruồi đen gồm 25 loài. Chúng phân bố ở Úc và New Zealand. Có 2 phân chi: Austrosimulium ở New Zealand, và Novaustrosimulium ở Úc.
Một số loài là động vật hút máu Leucocytozoon tawaki ở chim cánh cục.

## Các loài
- Phân chi Austrosimulium Tonnoir, 1925

- A. albovelatum Dumbleton, 1973
- A. australense (Schiner, 1868)
- A. bicorne Dumbleton, 1973
- A. cornutum Tonnoir, 1925
- A. crassipes Tonnoir, 1925
- A. dumbletoni Crosby, 1976
- A. fulvicorne Mackerras & Mackerras, 1950
- A. laticorne Tonnoir, 1925
- A. longicorne Tonnoir, 1925
- A. mirabile Mackerras & Mackerras, 1948
- A. montanum Mackerras & Mackerras, 1952
- A. multicorne Tonnoir, 1925
- A. stewartense Dumbleton, 1973
- A. tillyardianum Dumbleton, 1973
- A. ungulatum Tonnoir, 1925
- A. unicorne Dumbleton, 1973
- A. vexans (Mik, 1881)

- Phân chi Novaustrosimulium Dumbleton, 1973

- A. bancrofti (Taylor, 1918)
- A. furiosum (Skuse, 1889)
- A. magnum Mackerras & Mackerras, 1955
- A. pestilens Mackerras & Mackerras, 1948
- A. torrentium Tonnoir, 1925
- A. victoriae (Roubaud, 1906)
- A. colboi Davies & Györkös, 1988

Các loài Austrosimulium chưa xếp
- A. colboi Davies & Györkös, 1988